# EBay
eBay Inc. je ameriško spletno podjetje, ki je specializirano za internetne dražbe in spletno nakupovanje, kjer ljudje in mnoga podjetja kupujejo in prodajajo najrazličnejše stvari in storitve po vsem svetu. Poleg začetne strani eBay, ki je namenjena ZDA, obstajajo še druge strani eBaY, namenjene drugim državam (teh strani je približno 30). eBay Inc. ima v lasti tudi PayPal in druga podjetja. Maja 2011 je družbo Skype, ki jo je za 2,6 milijarde USD kupilo septembra 2005, prodalo podjetju Microsoft za 8,5 miljard USD.

## Lokalizacija
Poleg originalne ameriške spletne strani ima eBay se vrsto drugih lokaliziranih strani po svetu:
| Država/Regija              | Spletna stran                                                          | Jezik                     | Datum začetka     |
| -------------------------- | ---------------------------------------------------------------------- | ------------------------- | ----------------- |
| Argentina                  | http://www.mercadolibre.com.ar/                                        | Španščina                 | 2. avgust 1999    |
| Avstralija                 | http://www.ebay.com.au/                                                | Angleščina                | Oktober 1999      |
| Avstrija                   | http://www.ebay.at/                                                    | Nemščina                  | 18. december 2000 |
| Belgija                    | http://www.ebay.be/                                                    | Nizozemščina, Francoščina |                   |
| Brazilija                  | http://www.mercadolivre.com.br/                                        | Portugalščina             |                   |
| Kanada                     | http://www.ebay.ca/                                                    | Angleščina, Francoščina   | April 2000        |
| Ljudska republika Kitajska | http://www.ebay.com.cn/                                                | Kitajščina                |                   |
| Francija                   | http://www.ebay.fr/                                                    | Francoščina               | 5. oktober 2000   |
| Nemčija                    | http://www.ebay.de/                                                    | Nemščina                  | Junij 1999        |
| Hongkong                   | http://www.ebay.com.hk/                                                | Kitajščina, Angleščina    | 21. december 2003 |
| Indija                     | http://www.ebay.in/                                                    | Angleščina                | 25. marec 2005    |
| Irska                      | http://www.ebay.ie/                                                    | Angleščina                | 29. marec 2001    |
| Izrael                     | http://www.ebay.co.il/                                                 | Angleščina                |                   |
| Italija                    | http://www.ebay.it/                                                    | Italijanščina             | 15. januar 2001   |
| Malezija                   | http://www.ebay.com.my/                                                | Angleščina                | 1. december 2004  |
| Mehika                     | http://www.mercadolibre.com.mx/                                        | Španščina                 |                   |
| Nizozemska                 | http://www.ebay.nl/                                                    | Nizozemščina              |                   |
| Nova Zelandija             | http://pages.ebay.com/nz                                               | Angleščina                | 29. marec 2001    |
| Filipini                   | http://www.ebay.ph/                                                    | Angleščina                | 16. november 2004 |
| Poljska                    | http://www.ebay.pl/                                                    | Poljščina                 | 22. april 2005    |
| Singapur                   | http://www.ebay.com.sg/                                                | Angleščina                | 24. oktober 2001  |
| Južna Afrika               | http://www.ebay.co.za/                                                 | Angleščina                |                   |
| Južna Koreja               | http://www.auction.co.kr/                                              | Korejščina                | 15. februar 2001  |
| Španija                    | http://www.ebay.es/                                                    | Španščina                 | 8. januar 2002    |
| Švedska                    | http://www.tradera.com/                                                | Švedščina                 |                   |
| Švica                      | http://www.ebay.ch/                                                    | Nemščina                  | 29. marec 2001    |
| Tajvan                     | http://www.ruten.com.tw/                                               | Kitajščina                |                   |
| Turčija                    | http://www.gittigidiyor.com/ Arhivirano 2010-03-07 na Wayback Machine. | Turščina                  | 3. maj 2007       |
| Združeni arabski emirati   | http://www.ebay.ae/                                                    | Angleščina                |                   |
| Združeno kraljestvo        | http://www.ebay.co.uk/                                                 | Angleščina                | Oktober 1999      |
| ZDA                        | http://www.ebay.com/                                                   | Angleščina                | 3. september 1995 |
| Urugvaj                    | http://www.mercadolibre.com.uy/                                        | Španščina                 |                   |
| Venezuela                  | http://www.mercadolibre.com.ve/                                        | Španščina                 |                   |
| Vietnam                    | http://www.ebay.vn/                                                    | Vietnamščina, Angleščina  | 27. junij 2007    |